# George Du Rand
George Du Rand, né le 16 octobre 1982 à Bloemfontein, est un nageur sud-africain. 

## Carrière
George Du Rand est médaillé d'argent du 200 mètres dos aux Jeux africains de 1999 à Johannesbourg.
Aux Jeux du Commonwealth de 2006 à Melbourne, George Du Rand obtient la médaille d'argent du 200 mètres dos. Aux Jeux africains de 2007 à Alger, il remporte la médaille d'or du 200 mètres dos, du 4 x 200 mètres nage libre et du 4 x 100 mètres quatre nages et la médaille d'argent du 100 mètres papillon.
George Du Rand est médaillé d'or du 100 et 200 mètres dos et du relais 4 x 100 mètres quatre nages, ainsi que médaillé d'argent du 4 x 100 mètres nage libre et médaillé de bronze du 100 mètres papillon aux Championnats d'Afrique de natation 2008 à Johannesbourg. 
Il participe ensuite aux Jeux olympiques de 2008 à Pékin, où il est éliminé en séries du 100 et 200 mètres dos.
Le 7 novembre 2009 à Moscou, il bat le record du monde du 200 mètres dos en petit bassin, qui était détenu par l'Autrichien Markus Rogan (1 min 47 s 84),  avec un temps de 1 min 47 s 8. Ce record sera battu huit jours plus tard à Berlin par le Russe Arkadi Viatchanine.